# Carl Tielsch

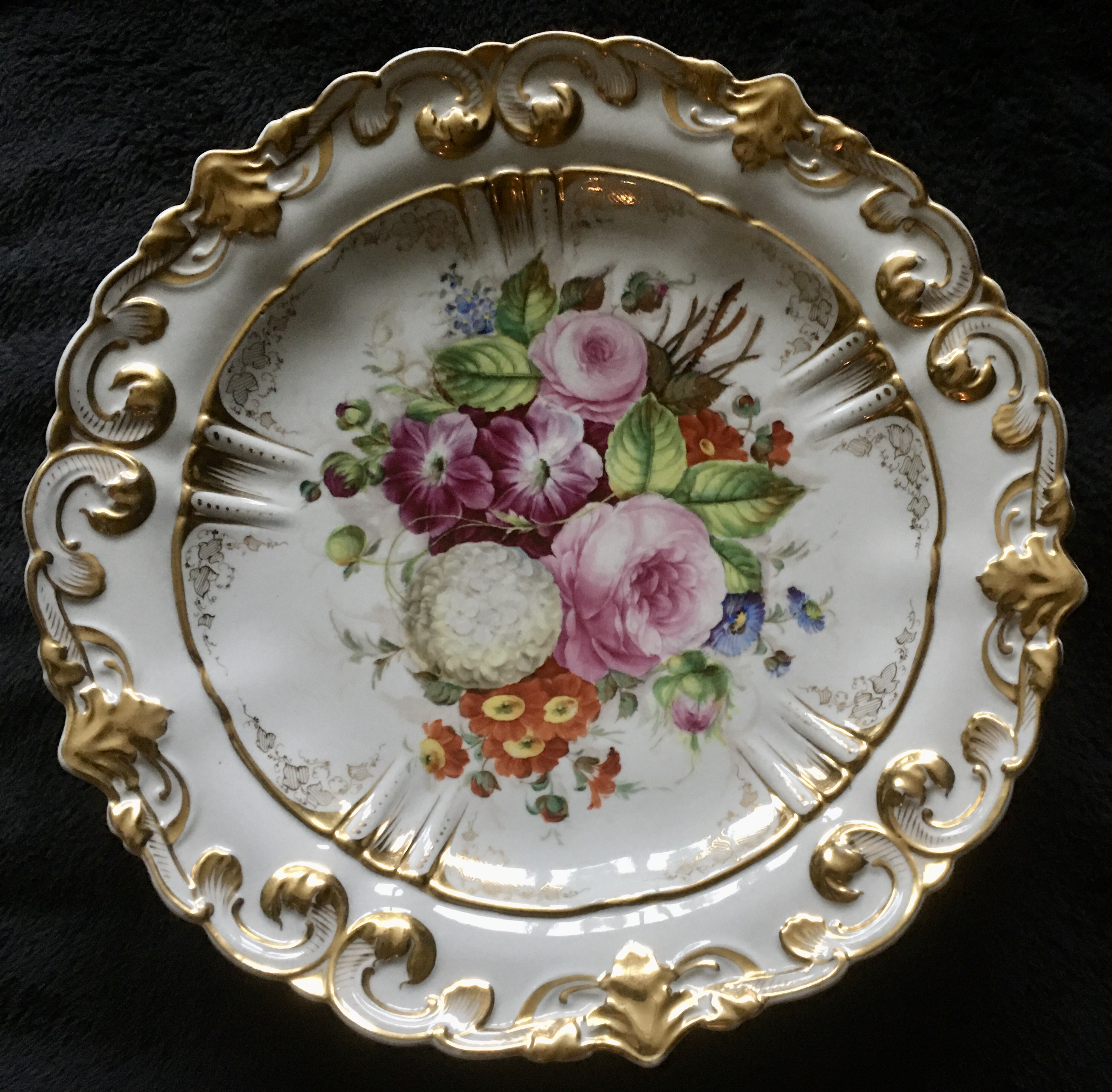
Tielsch Prunkteller, Marke TPM (1848–1862), Kuchenschüssel in „Altwasser-Form“, polychrome Blumenmalerei auf Glasur und Vergoldungen

Carl Tielsch & Co. war eine 1845 gegründete Porzellanmanufaktur in Altwasser im Landkreis Waldenburg in der Provinz Schlesien. 1932 schloss sich Tielsch mit der C.M. Hutschenreuther AG zusammen.

## Manufaktur
Carl Robert Tielsch gründete die Porzellanmanufaktur Carl Tielsch & Co. 1845 in Altwasser. Stiller Teilhaber war Gideon von Wallenberg.
Der Betrieb wurde 1845 mit drei Brennöfen und ca. 60 Mitarbeitenden gestartet. Erster technischer Leiter war Ernst Bauer. Schnell wurde die Manufaktur eine der größten deutschen Porzellanhersteller. 1851 beschäftigte die Manufaktur 300, 1863 bereits 1400 und danach zeitweise bis zu 1500 Mitarbeitende. Der Erfolg basierte auf Qualität zu erschwinglichen Preisen, einer breiten Produktpalette mit Haushaltsporzellan, Hotelgeschirr, Luxusartikel und Prunkgeschirr. Besonderer Wert wurde auf beste Entwickler und Porzellanmaler gelegt. Als Standortvorteil erwies sich der nahe Steinkohlenbergbau für das benötigte Brennmaterial, ebenso wie der Anschluss von Altwasser an das Eisenbahnnetz 1853.
Internationale Anerkennung erfuhr die Manufaktur durch die Präsentation auf Messen 1851 und 1862 in London, Paris 1867, Wien 1873 und Melbourne 1880. Vertretungen u. a. in London, Athen, Kairo, Tunis, Rio de Janeiro und New York sorgten für die weltweite Verbreitung von Tielsch-Porzellan.
Zur Sozialarbeit des Unternehmens gehörte die Gründung eines Arbeiter- und Arbeitsunfähigkeitsfonds. testamentarisch bestimmte Carl Tielsch, dass mit seinem Tod 30.000 Goldmark in eine Stiftung für die Arbeiter eingebracht werden.
Nach dem Tod des Firmengründers Carl Tielsch übernahm dessen Sohn Egmont von Tielsch 1882 die Leitung des Unternehmens. Technischer Direktor war seit 1897 Georg Faist.
Zu Beginn des Ersten Weltkrieges umfasste der Produktkatalog 1637 Stücke in bis zu 196 Variationen. Zu diesem Zeitpunkt beschäftigte die Manufaktur 270 Töpfer und 110 Porzellanmaler 1906 begann Tielsch als erstes Unternehmen der deutschen Porzellanindustrie mit der Produktion in Tunnelöfen, die die Rundöfen ablösten.
1917 verfügte die Breslauer Kriegsamtsstelle eine Produktionsdrosselung auf 60 Prozent. Bereits am 1. Januar 1917 wurde das Familienunternehmen von Egmont von Tielsch in die Aktiengesellschaft Porzellan-Manufaktur C. Tielsch & Co. AG übertragen. Die AG hatte einige namhafte Teilhaber wie Georg Faist, das Bankhaus Gebrüder Arnhold und Hugo Auvera von der Firma C. M. Hutschenreuther AG. Zugleich ging Egmont von Tielsch eine Interessengemeinschaft mit der Porzellanfabrik C.M. Hutschenreuther ein, die am 29. März 1920 die Aktienmehrheit übernahm. Nach dem Tod von Egmont von Tielsch 1920 übernahm Herbert von Tielsch den Sitz im Aufsichtsrat der AG. Bis zur Weltwirtschaftskrise prosperierte das Unternehmen stark. Mit fast 1400 Beschäftigten und 28 Brennöfen wurde Tielsch zum größten Porzellanwerk Deutschlands. 1932 schlossen sich die Unternehmen Hutschenreuther und Tielsch zusammen. Die Manufaktur hieß dann innerhalb des Hutschenreuther-Konzern Porzellanfabrik C. Tielsch & Co., Abteilung der C. M. Hutschenreuther AG. Mit dem Übergang Schlesiens an Polen infolge des Zweiten Weltkriegs und sowjetischen Besetzung und dem Einsetzen der polnischen Regierung wurde die gesamte Fabrik enteignet.
Auf Weisung der sowjetischen Administration wurde zunächst ein Teil der Fabrik demontiert. Danach wurde die Produktion mit wenigen nicht vertriebenen Deutschen unter dem Namen Polska Fabryka Porcelany Tielsch bis 1952 fortgeführt. 1952 wurde die Fabrik endgültig verstaatlicht und unter dem Namen Zakłady Porcelany Stołowej Wałbrzych S.A. zu einer Hauptporzellanproduktionsstätte für Polen, wobei die traditionellen Formen teilweise übernommen wurden.
1992 wurde die Fabrik teilprivatisiert. Seit 2007 arbeitet die Firma als privates Unternehmen unter dem Namen Fabryka Porcelany Wałbrzych S.A. 2017 wurde mit dem Abriss der historischen Fabrikgebäude begonnen.

## Porzellanmarken
Die Porzellanmanufaktur Carl Tielsch & Co. verwendete verschiedene Porzellanmarken TPM (Tielsch-Porzellan-Manufaktur von 1845 bis 1863), und ab 1863 diverse C.T. Porzellanmarken.

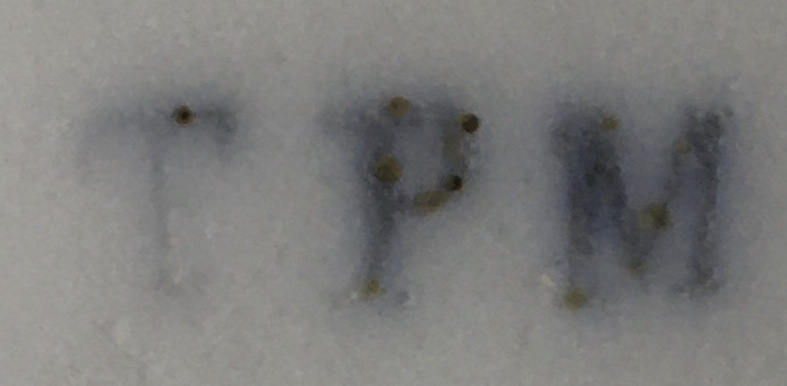
Marke: TPM, 1845/46
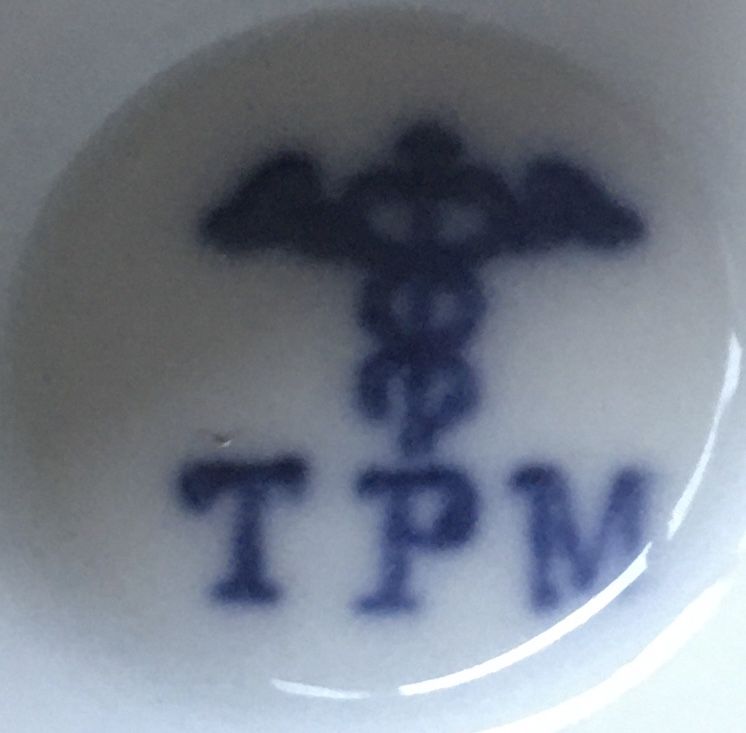
Marke: TPM Merkurstab, 1845/46
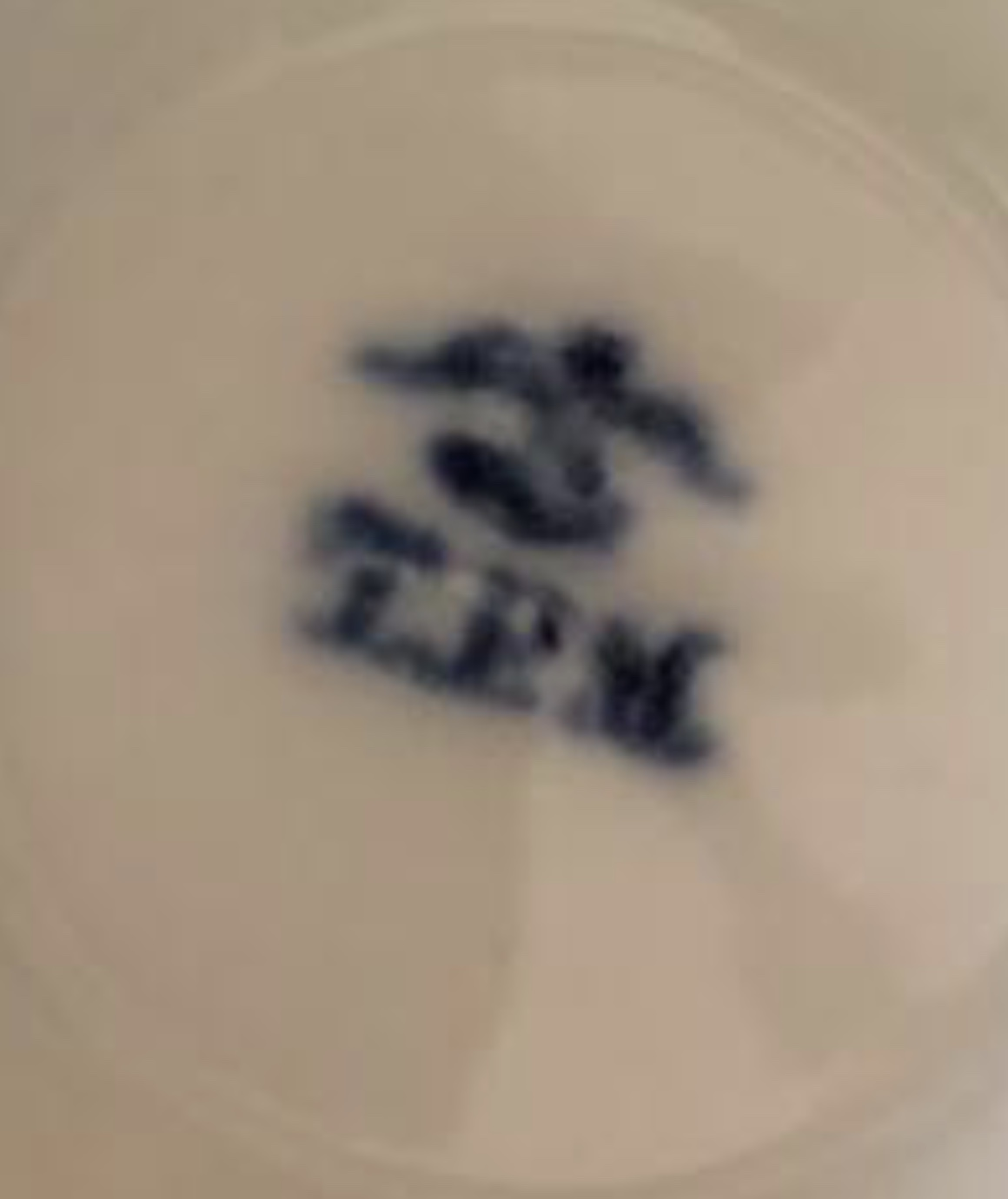
Marke: TPM schwingender Adler, 1845/46
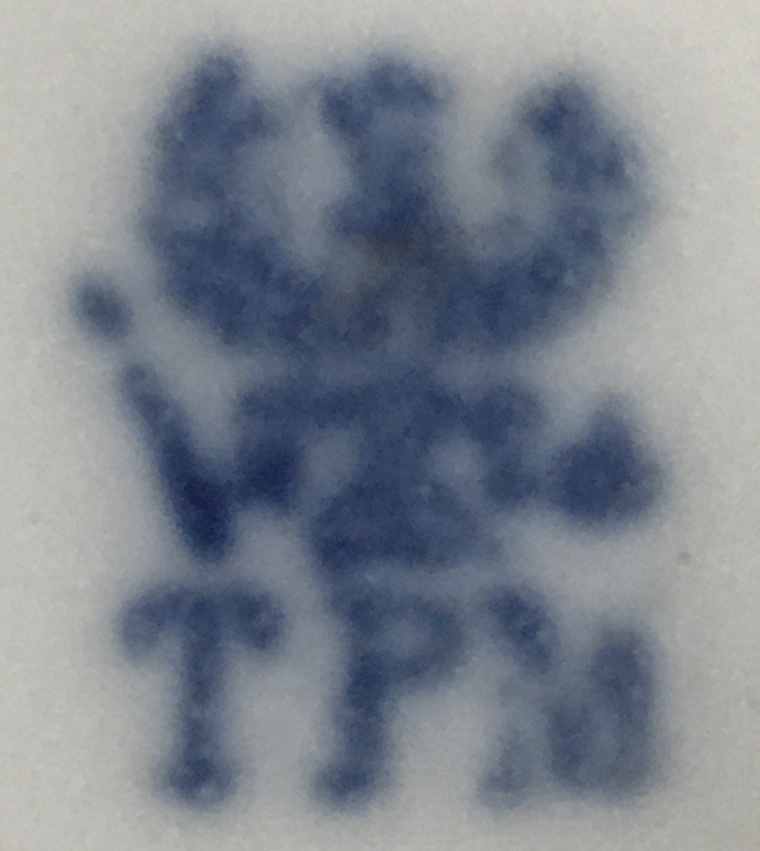
Marke: TPM u. preußischer Adler mit Zepter, Reichsapfel u. Krone. 1. Jan.-13. Dez. 1847.
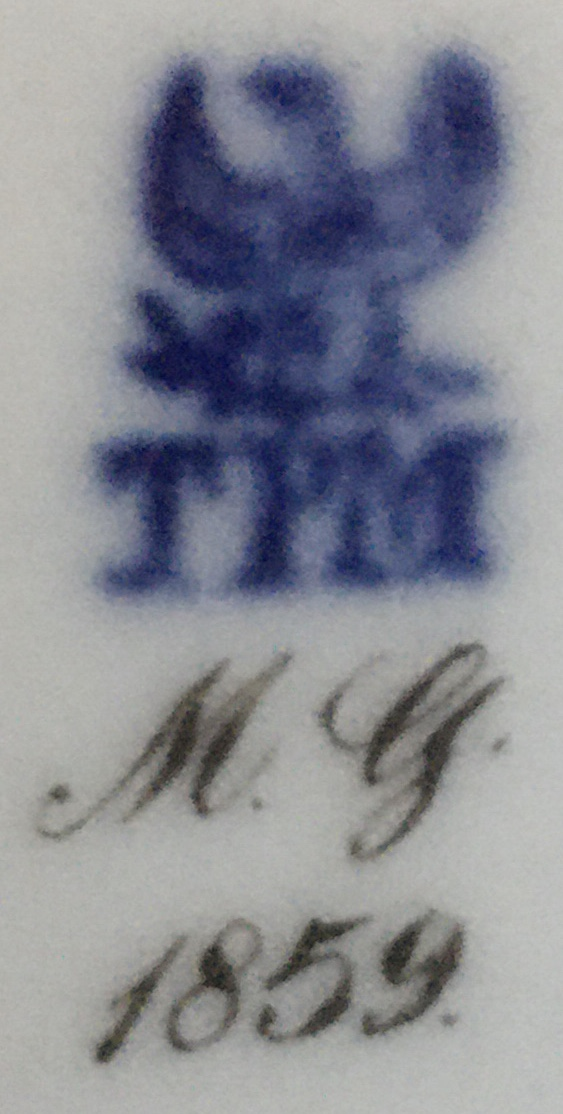
Marke: TPM und auf dem Kopf stehende Taube mit Lorbeerzweig im Schnabel,  Maler-Initialen mit Jahresangabe. 1848-1862.
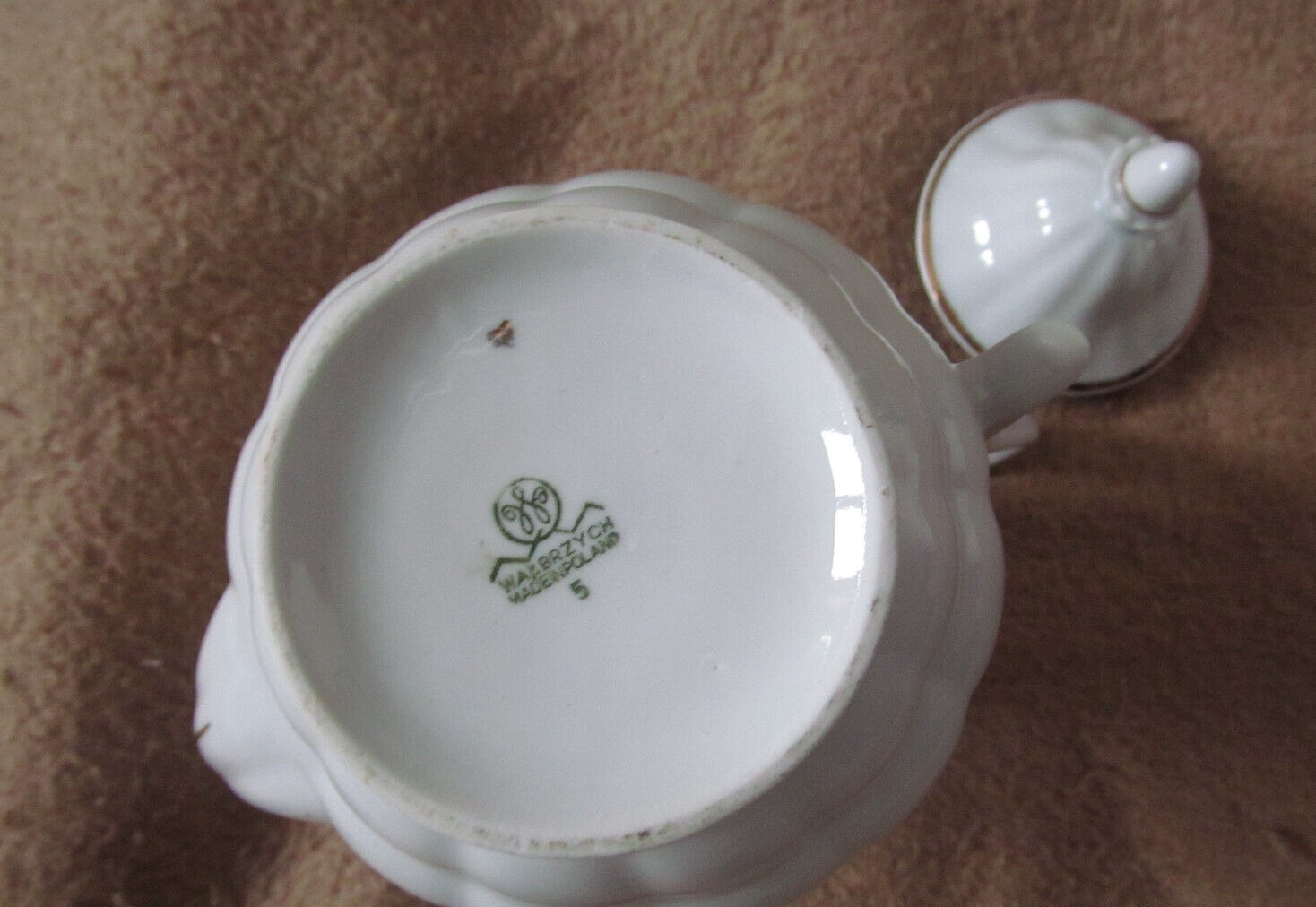
Bodenmarke des polnischen Nachfolgeunternehmens

## Biedermeier-Tassen
Die Porzellanmanufaktur Carl Tielsch & Co. produzierte ab 1845 u. a. Tassen von hoher Qualität, die zum guten Ruf der Manufaktur beitrugen.

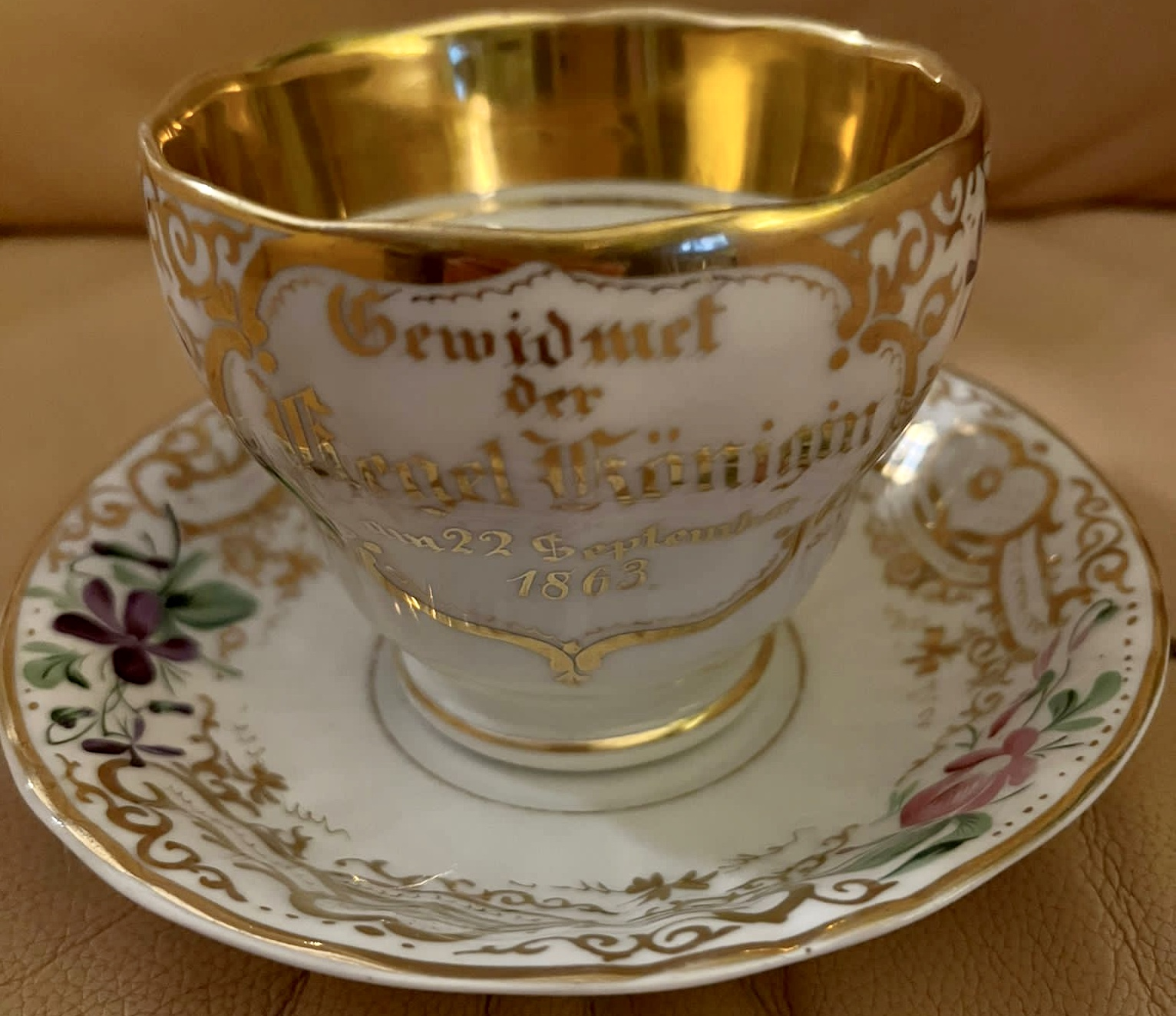
Marken: TPM u. „schwingender Adler“, 1846. Tasse „Pariser Form“, Widmung Tasse „Gewidmet der Kegel Königin am 22. September 1863“, Untertasse „von der Gesellschaft“.
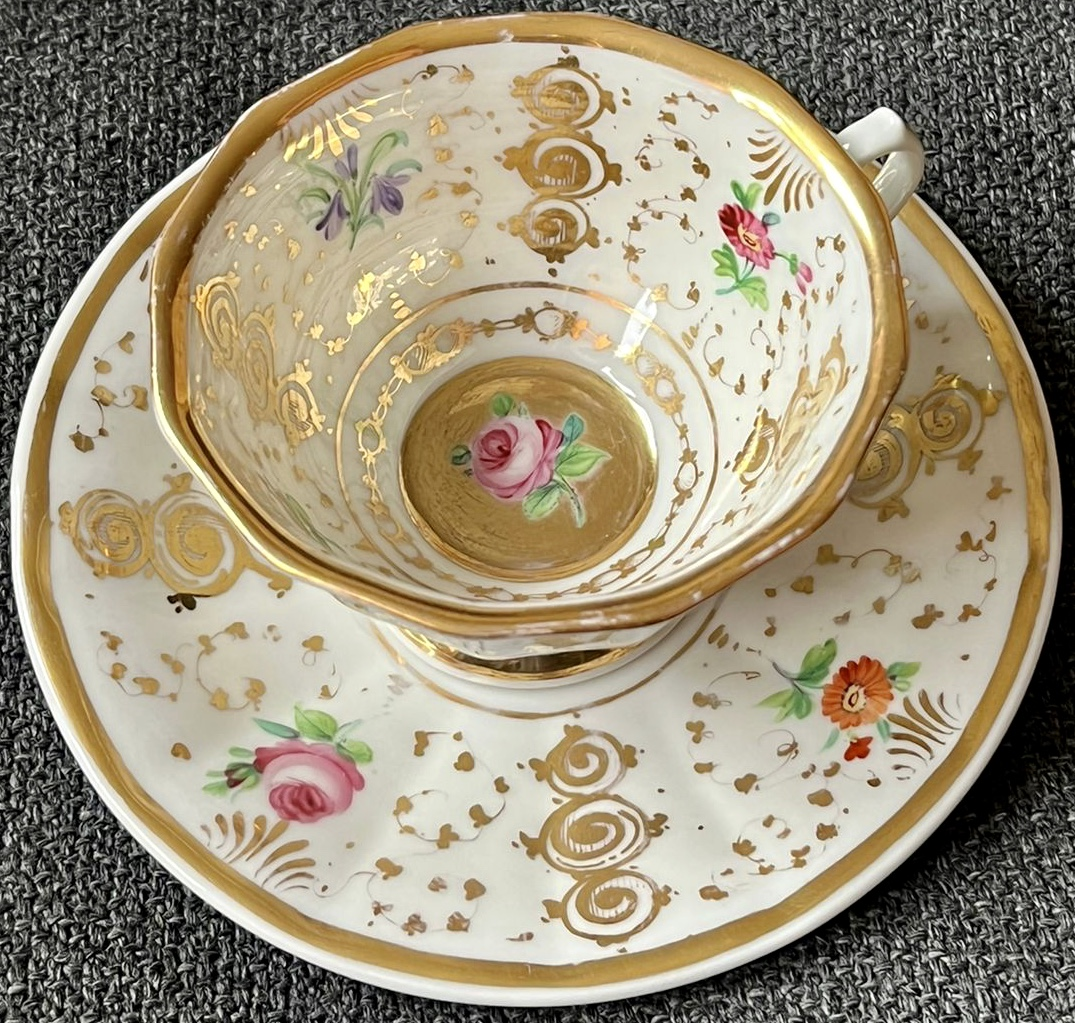
Marken: TPM u. preußischer Adler m. Zepter, Reichsapfel u. Krone (1.1.-13.12.1847), „Eckige Theeform“, Blumenmalerei mit Vergoldungen.
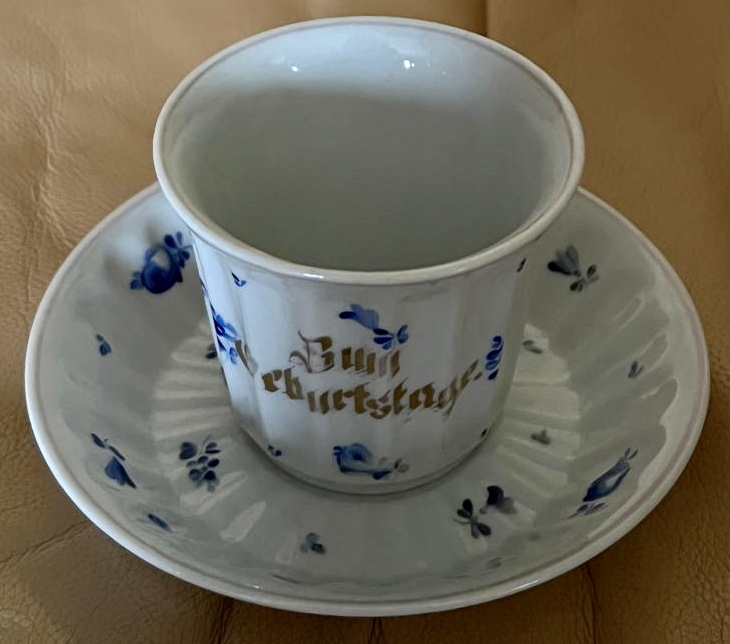
Marken: TPM u. preußischer Adler, (ca. 1848) u. auf dem Kopf stehende Taube (1848–62). Spruchtasse „Zum Geburtstage“, „Gerippt conische Form“, blaue Blumenmalerei.
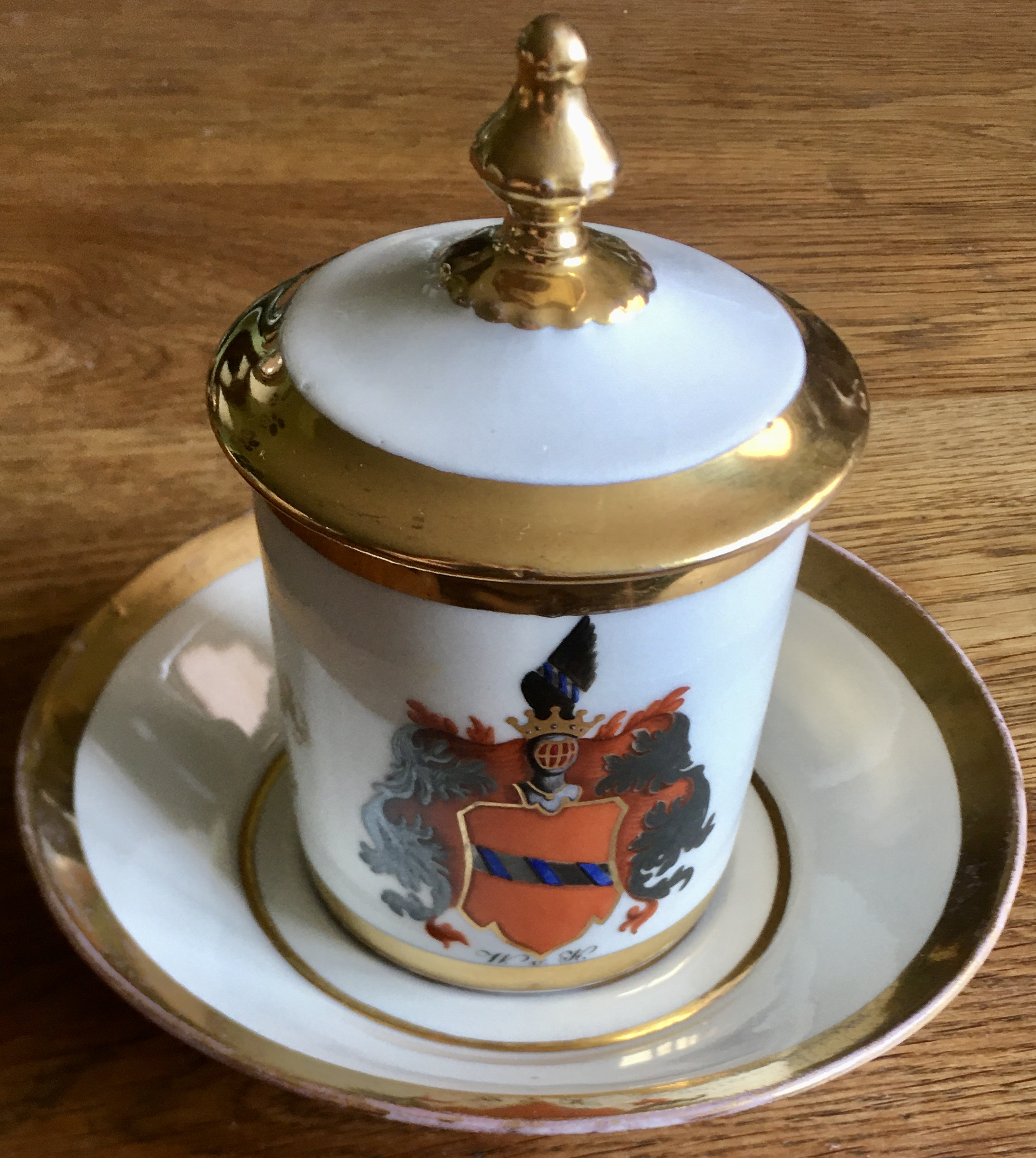
Marken: TPM u. preußischer Adler, (ca. 1848) u. auf dem Kopf stehende Taube (1848–62), Bouillon Tasse m. Wappenmalerei u. Vergoldungen.
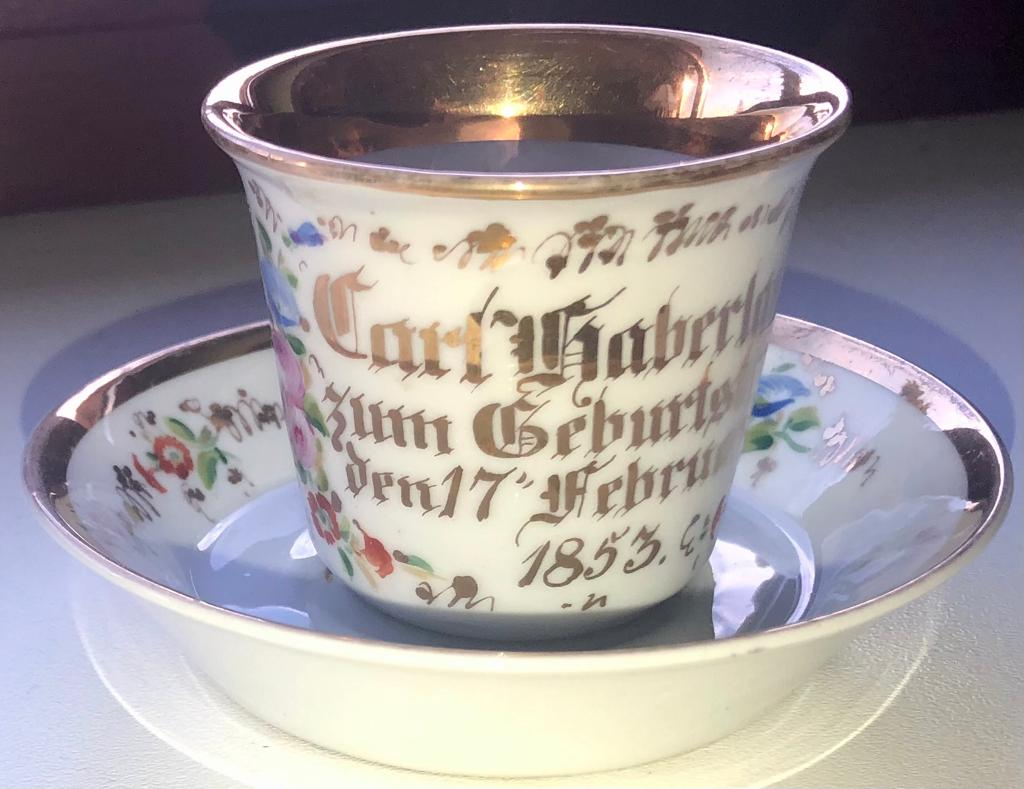
Marken: TPM u. preußischer Adler m. Zepter, Reichsapfel u. Krone (1.1.-13.12.1847), Tasse „Conische Form“, f. Kinder. Widmung Tasse „Carl Haberland zum Geburtstage den 17 Februar 1853“, Untertasse „Werde fromm und gut“.

## Die Familie Tielsch
- Carl Tielsch (1815–1882), Gründer
- Egmont von Tielsch (1854–1920), Sohn von Carl, Leiter bis 1920, Reserveoffizier, ausgezeichnet mit dem Roten Adlerorden IV. Klasse, geadelt als Egmont Ritter von Tielsch, königlich preußischer Kommerzienrat
- Herbert von Tielsch, Sohn von Egmont

Der Fideikommiss von Tielsch umfasste das Rittergut Reußendorf. Dies gehörte bis zum Zweiten Weltkrieg zur Herrschaft Fürstenstein (gesamt 8700 Hektar Forst). 1925 umfasste die Waldfläche (Schätzung: 1/3 des Gesamtbesitzes) des Areals 220 Hektar. Mit dem Ende des Zweiten Weltkrieges musste die Familie Tielsch das Schloss Reußendorf aufgeben. Nun polnisch, wurde es als Waisenhaus und Schule genutzt. Gegenwärtig steht es leer. Im ehemaligen Schlossgarten befindet sich ein Freibad.

## Galerie

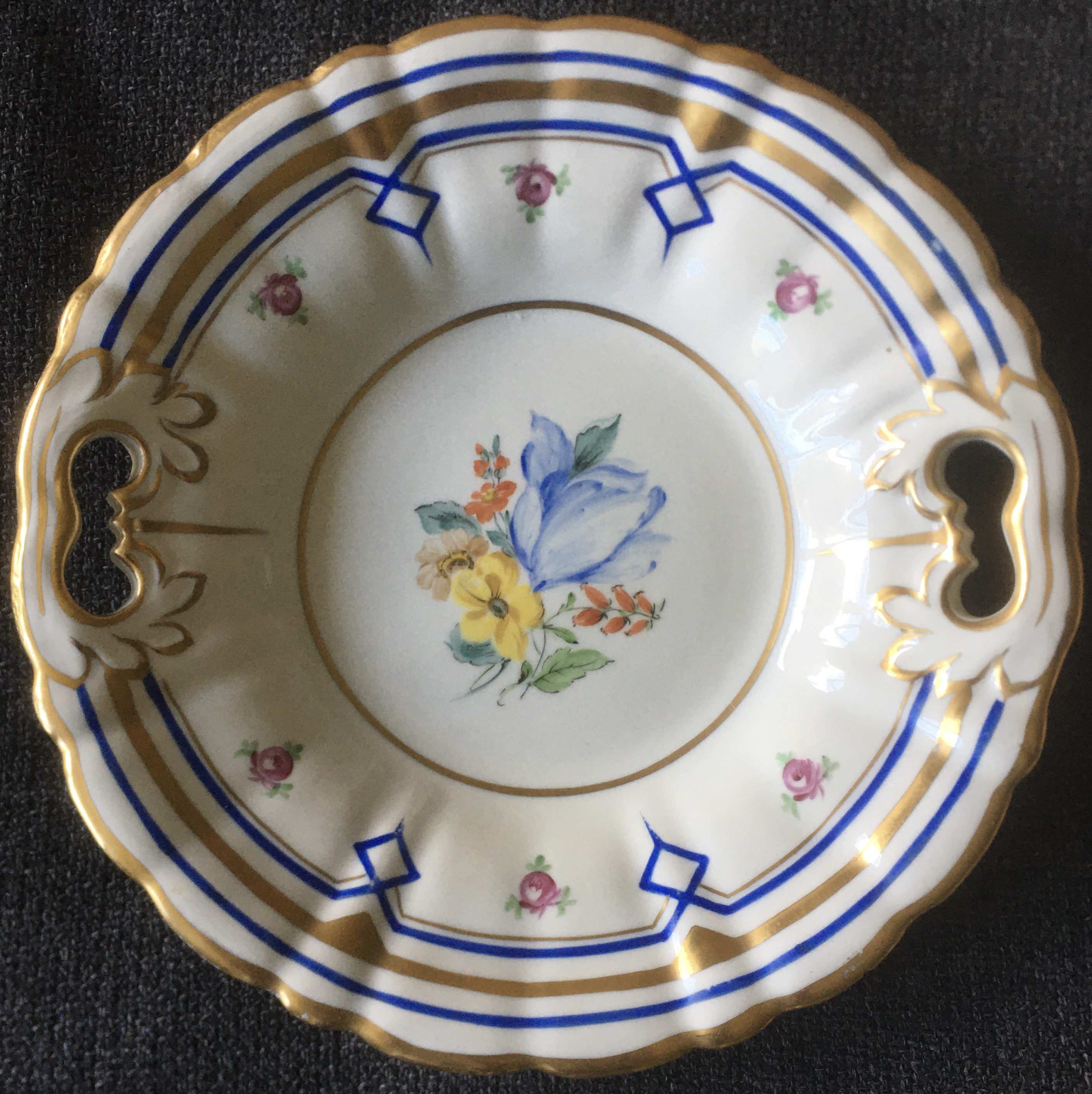
Marke: TPM (1845/46), Kuchenschüssel, Blumenmalerei mit Vergoldung.
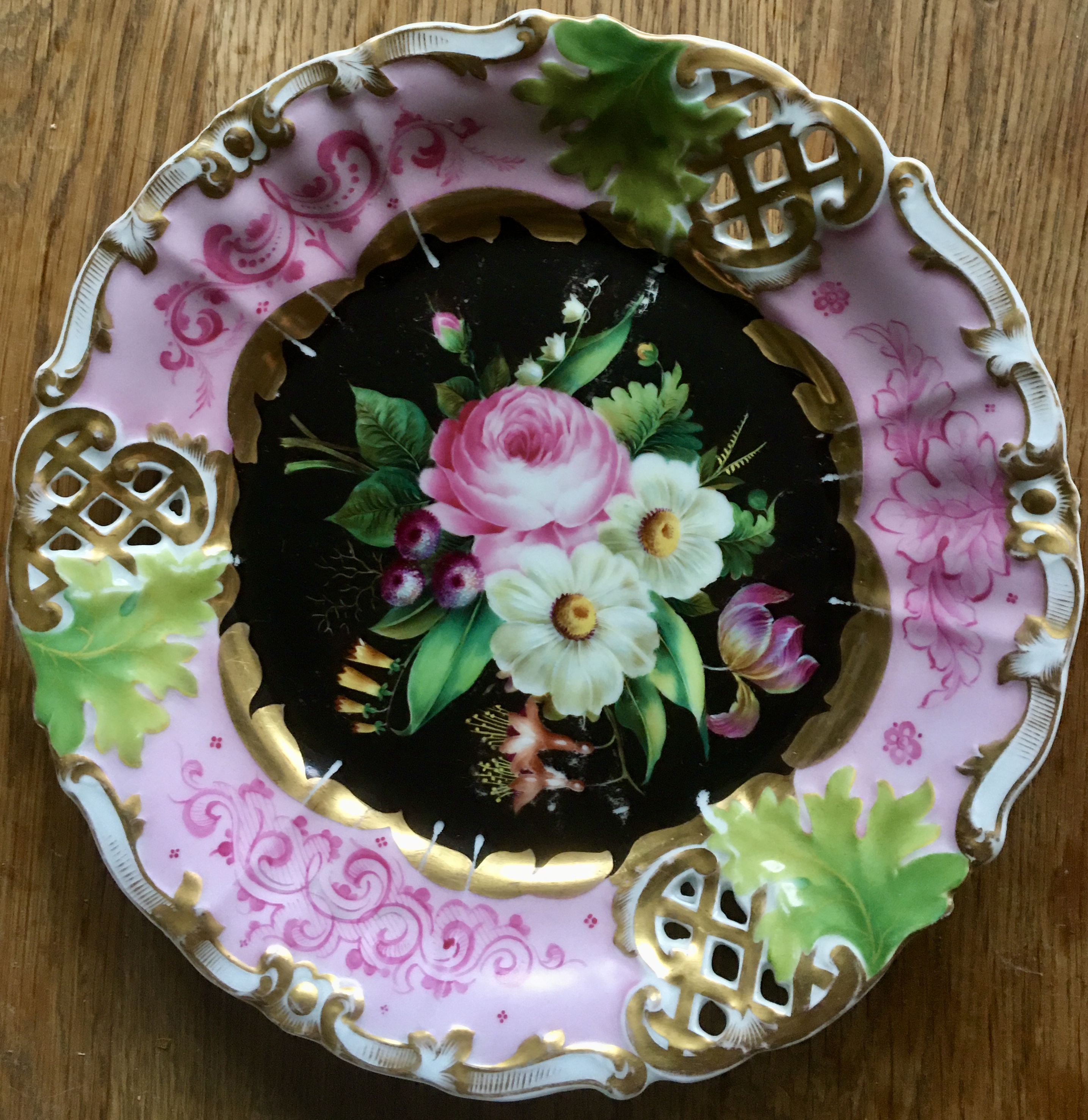
Marke: TPM u. preußischer Adler (1847). Kuchenteller, neue Form m. durchbrochenem Rand, Blumenmalerei auf schwarzem Fond, Fahne dreipassig mit rosafarbenen Blättern u. Ranken.
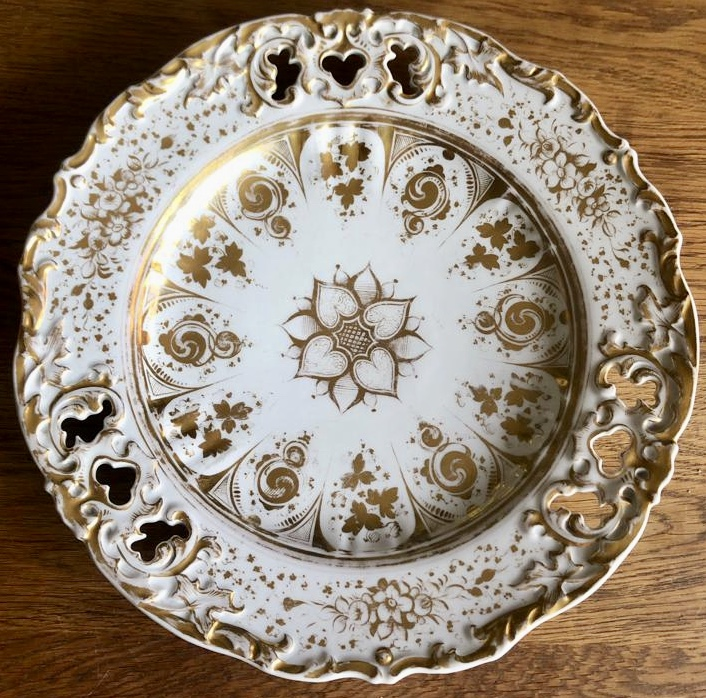
Marke: TPM u. auf dem Kopf stehende Taube (1848-1862). Kuchenschüssel Altwasser Form, m. durchbrochenem Rand.
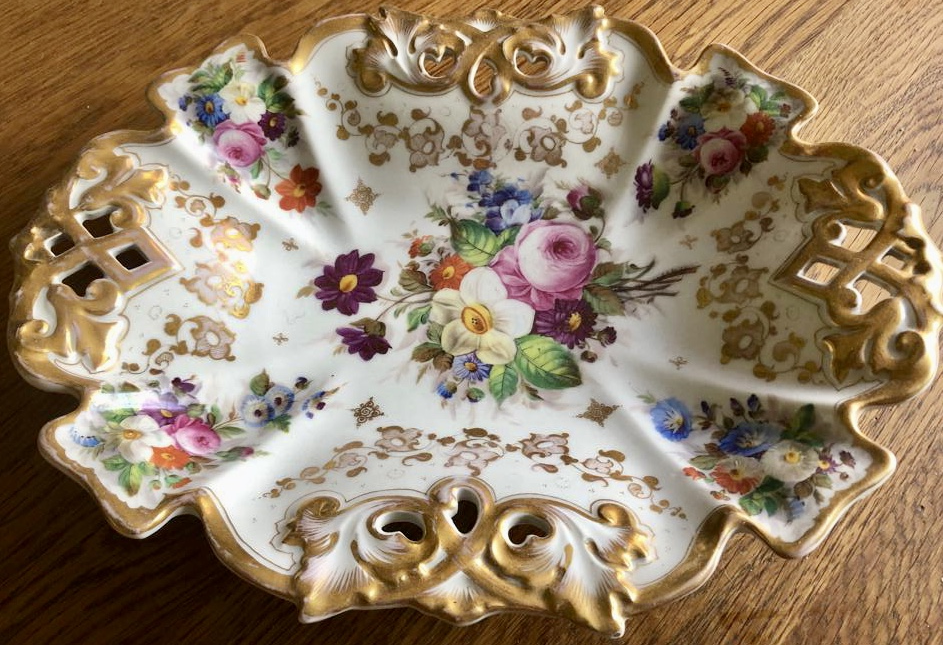
Marke: TPM u. auf dem Kopf stehende Taube (1848-1862). Kuchenkorb, Blumenmalerei mit Vergoldungen.
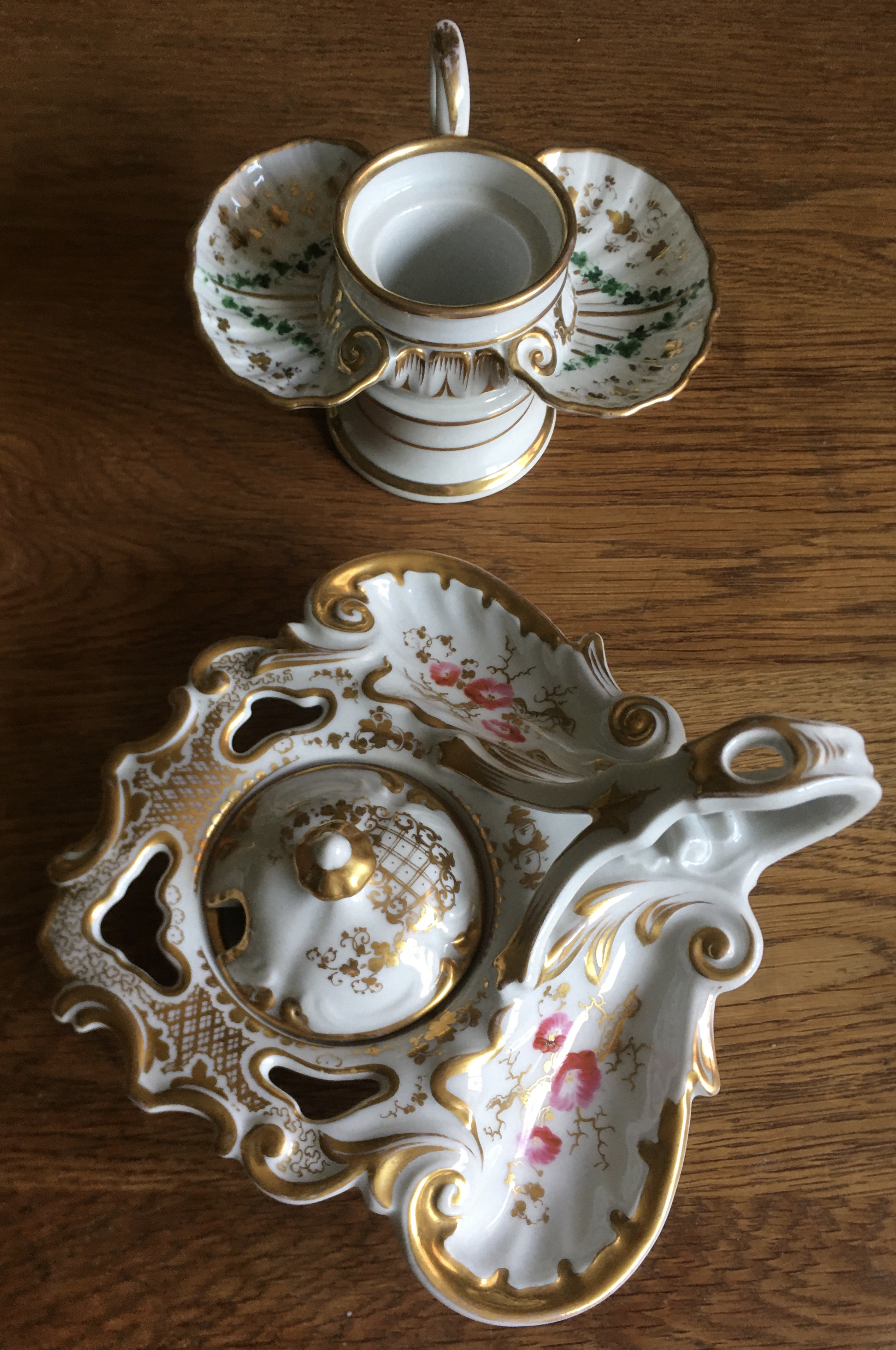
Marken: TPM u. preußischer Adler (1847). Mostrichgefäße „flache Form“ u. „hohe Form“ mit seitlichen Pfeffer- u. Salzbehältern.